# Steinheim (Memmingen)
Steinheim ist ein Ortsteil und Pfarrdorf der oberschwäbischen Stadt Memmingen.

## Geographie

### Lage
Steinheim liegt etwa drei Kilometer nördlich vom Stadtzentrum Memmingens entfernt am Rande des Memminger Achtales. Im Westen grenzt der Ort an die Gemeinde Buxheim und das Bundesland Baden-Württemberg, im Norden an die Gemeinde Heimertingen, im Osten an den Ortsteil Eisenburg und im Süden an den Ortsteil Amendingen.

### Klima

Das Klima in Memmingen

Steinheim liegt bei der Jahresdurchschnittstemperatur und der Niederschlagsmenge im Durchschnitt der gemäßigten Zone, wobei die Niederschläge meist etwas höher und die Tiefsttemperaturen etwas niedriger ausfallen. Der kälteste Monat ist der Januar mit einer durchschnittlichen Tagestiefsttemperatur von −5 °C und einer durchschnittlichen Tageshöchsttemperatur von 2 °C. Die wärmsten Monate sind Juli und August mit je 12 °C durchschnittlicher Tiefst- und 24 °C durchschnittlicher Höchsttemperatur.

## Geschichte
Der Name Steinheim (im schwäbischen Dialekt „Stoihoi“), der schon im ältesten Besitzverzeichnis des Klosters Ottobeuren vorkommt, stammt vermutlich von einem römischen Meilenstein, der an der alten Römerstraße von Cambodunum nach Kellmünz aus dem Feld herausragte. Erste Besiedlungsspuren sind bereits aus der Zeit um 600 nach Christus auszumachen. Erstmals urkundlich erwähnt wurde der Ort im Jahre 764. Seit dieser Zeit befand sich das Dorf im Besitz des Klosters Ottobeuren. Im frühen 13. Jahrhundert kam der Ort als Lehen des Kaisers an die Herrschaft Eisenburg. 1448 kaufte ihn die Unterhospitalstiftung Memmingen, die der Stadt unterstand. Damit war Steinheim im Besitz der freien Reichsstadt. Das Dorf war vermutlich schon 972 Pfarrei und wurde 1525 evangelisch-lutherisch. Die Selbstständigkeit erhielt die Gemeinde im Jahre 1803. Sie bestand aus dem Hauptort und den Ortsteilen Egelsee und Steigmühle.  Am 1. Juli 1976 wurde Steinheim im Zuge der Gemeindegebietsreform in die Stadt eingemeindet. Heute ist Steinheim ein beliebter Ort für Neubauten.
Der Turm der St.-Martins-Kirche ist hochmittelalterlich. Der Bau des Langhauses wurde 1764 begonnen und das Gebäude bereits am 29. Juni 1765 eingeweiht.

## Kultur und Sehenswürdigkeiten

### Sehenswerte Gebäude

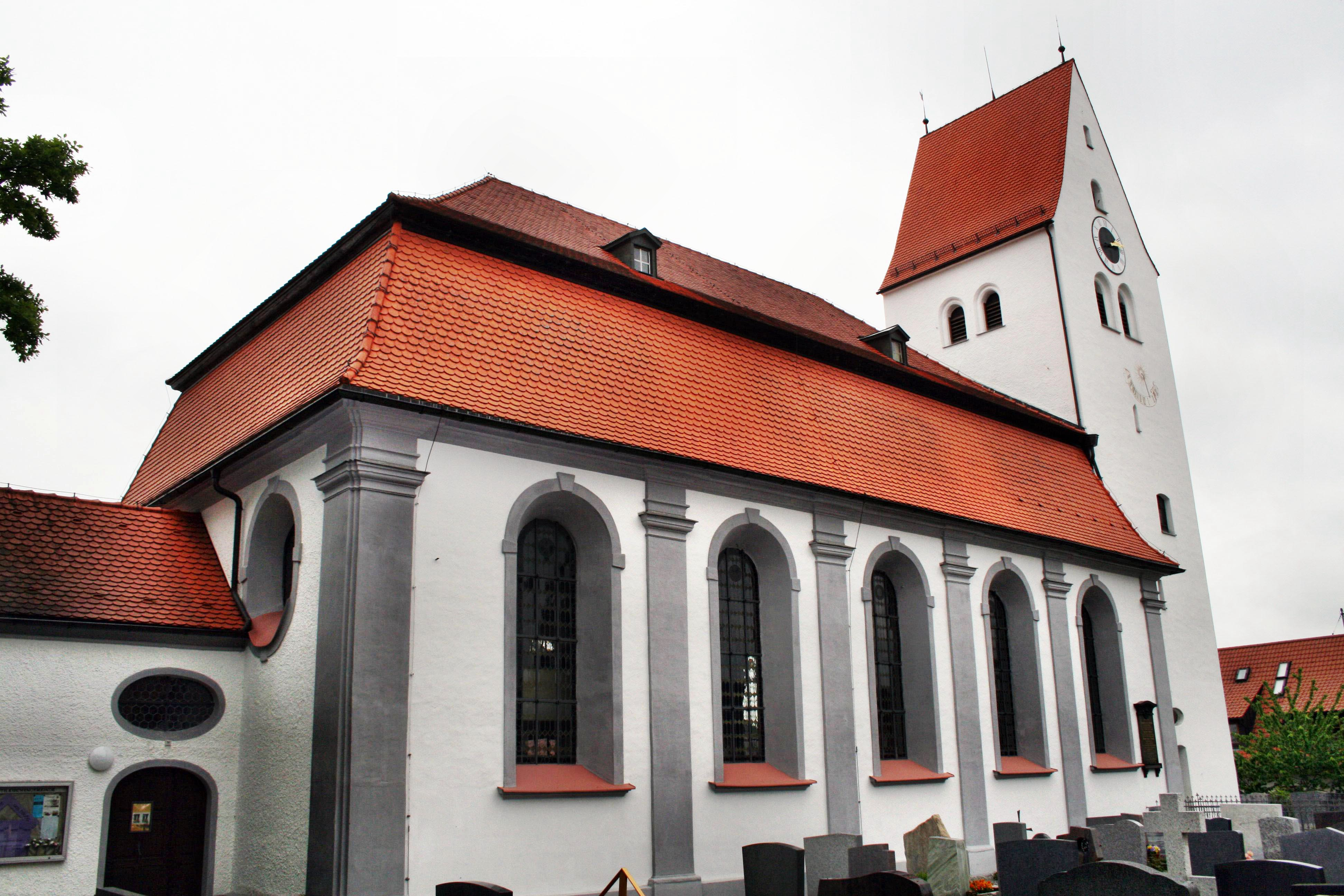
Die St. Martinskirche in Steinheim

Als sehenswerte Gebäude gelten die St.-Martins-Kirche, das Steinheimer Schlössle, die alte Schmiede sowie mehrere alte Bauernhöfe. Der alte Zehntstadel wird zu einem Dorfgemeinschaftshaus umgebaut.

### Vereine
In Steinheim wird das Vereinsleben und der dörfliche Charakter gepflegt. So gibt es eine Musikkapelle, einen Schützenverein, einen Sportverein, eine Freiwillige Feuerwehr, einen Obst- und Gartenbauverein, eine Krieger- und Soldatenkameradschaft, ein Baseballteam, Chöre, eine Theaterbühne und kirchliche Gruppen; außerdem ist der Bezirksfischereiverein in Steinheim ansässig.
Der Sportverein Steinheim wurde im Jahre 1947 mit den Abteilungen Fußball und Schwerathletik gegründet und hat heute rund 1000 Mitglieder in sechs Abteilungen (Breitensport, Fußball, Leichtathletik, Ski, Tennis und Tischtennis). Er ist Mitglied beim Bayerischen Landes-Sportverband. 
Die Musikkapelle Steinheim wurde im Jahre 1888 gegründet. Sie ist Mitglied im Allgäu-Schwäbischen Musikbund und Inhaberin der Pro-Musica-Plakette. Die Kapelle besteht aus rund 50 Mitgliedern. 
Jedes Jahr veranstalten die Steinheimer Vereine am 1. Mai das Maibaumfest und im Sommer das Steinheimer Dorffest. Sechs Vereine haben sich zum Verbund Steinheimer Maibaumvereine zusammengeschlossen.